# Carex fernandezensis
Carex fernandezensis är en halvgräsart som beskrevs av Kenneth Kent Mackenzie och Gerald A. Wheeler. Carex fernandezensis ingår i släktet starrar, och familjen halvgräs. Inga underarter finns listade i Catalogue of Life.